# Число семь в иудаизме
Число́ семь в иудаи́зме (7; разг. уменьш. семёрка) — в Танахе, Талмуде, Мидраше и числовой мистике (каббале) по значению стоит на первом месте, за которым следуют числа три, четыре и десять.
Уже у древних евреев преобладала десятичная система счисления, как видно из того, что в еврейском языке имеются отдельные названия для чисел от одного до десяти; для дальнейших чисел число десять служит высшей единицей. Тем не менее, в религиозном обиходе чаще встречается число семь, что наводит на мысль, что в более глубокой древности существовала семеричная система; это видно также из того, что в преданиях о первобытных временах человечества число семь повторяется часто.
Числа от 1 до 10 в древнееврейском языке являются именами прилагательными, с особыми формами для мужского и женского родов; остаётся непонятным, почему родовые окончания имён числительных прямо противоположны родовым окончаниям имён существительных и прилагательных. В книгах Танаха нет особых знаков для чисел; они выражаются словами; лишь в талмудическое время стали отмечать числа отдельными буквами.
Число семь, игравшее большую роль в астральной системе вавилонян, где почитались семь таинств, пользовалось особо важным значением у древних семитов, они клялись этим числом, отчего не только у евреев, но и у ассирийцев, арабов, арамейцев, эфиопов и других, из этого слова образовались слова для обозначения присяги (глагол שבע‎ и существительное שבועה‎). Поэтому в Танахе это число встречается в связи с клятвенными заверениями.
Также у многих семитов существовал культ Луны; 7 дней недели соответствуют делениям лунного месяца на 4 периода по четырём лунным фазам. 7 дней для праздников Суккот и Песах объясняются тем, что эти праздники должны продолжаться полную неделю; трудно установить, связан ли семинедельный промежуток между Песахом и Шавуотом со святостью числа семь.
Число семь выступает также в семилетнем периоде «шмиты» и 50-летнем периоде семи шмит в йовель, хотя здесь, как и в других местах, не выдвигается религиозное значение числа семь. Менора в Храме имела 7 светильников; 7 быков и 7 овец приносились в жертву в праздничные дни.
Современные исследователи придают числу семь мистическое толкование — 6 и 1, где число шесть символизирует пространство-время (6 рабочих (доходных) дней и 1 шаббат (праздничный, праздный, пустой) день, 12 (6 и 6) знаков зодиака, 60 (6 по 10) минут в часе, 360 (6 по 10 по 6) градусов в круге) с символом шестиконечной звезды, где число семь символизирует Бога вне времени.

## Танах
Ясный намёк на значение числа семь как присяги имеется в Быт. 21:28—31; клятвенными заверениями являются «отмстится всемеро» за Каина (4:15) и «отмстится… в семьдесят раз всемеро» за Ламеха (4:24).
Число семь стало употребляться в Танахе в смысле слова «часто»:
- в Ноев ковчег были взяты 7 самцов и 7 самок «чистого» скота (Быт. 7:2);
- Бог наказывает евреев в 7 раз больше, чем заслужено их грехами (Быт. 26:18);
- после семи плодов (пшеница, ячмень, виноград, инжир, гранат, маслины, финики), выращенных на личном участке самим евреем исключительно в Земле Израильской, заповедью Торы является благословить Бога (Втор. 8:6—10), — отрывок, в котором 7 раз употреблено слово «земля»;
- «семикратно в день славит Господа» благочестивый (Пс. 118:164);
- молитва Моисея составлена из семи фраз[5] (Исх. 34:6), как и христианская молитва «Отче наш»[6] (Мф. 6:9—13) и мусульманская молитва «Аль-Фатиха»[7];
- 7 раз падает и подымается праведный (Прит. 24:16);
- в псалме 28 упомянуты слова «глас Господа» (קול יהוה‬) 7 раз;
- 7 фраз в псалме 66 по числу недель и дней отсчёта омера;
- 7 прародителей еврейского народа — 3 патриарха (Авраам, Исаак, Иаков) и 4 матриарха (Сарра, Ревекка, Рахиль, Лия)[8]. Головной тфилин с одной (правой) стороны — трёхногая буква ש (патриархи), с другой (левой) — четырёхногая (матриархи);
- 7 раз поклонился Иаков Исаву (Быт. 33:3).

Благодаря такому частому употреблению число семь стало выражать идею высшего подъёма, полноты и силы, свет Солнца усилится в 7 раз по пришествии Мессии (Ис. 30:26); печь для трёх отроков была накалена в 7 раз сильнее обыкновенного (Дан. 3:19).
Множитель
В числе 70 (Чис. 11:16) множителем нужно рассматривать число семь, как пережиток более древней, чем десятеричная системы счисления. Из чисел, кратных 7, 70 встречается чаще всего:
- численность евреев, прибывших в Египет с Яковом (Исх. 1:5);
- позднее из стольких же членов состоял синедрион;
- 70 лет — наиболее желательная продолжительность жизни для человека (Пс. 90:10);
- это число стало наиболее употребительным круглым числом для лиц и вещей (Исх. 15:27; Суд. 1:7);
- на еврейской свадьбе должно быть минимум 10 евреев-мужчин на протяжении обязательных семи дней празднования, всего — 70 евреев[источник не указан 775 дней][9].
- ежедневное славословие Богу, псалом 144 на еврейском языке из 21-го стиха, произносят трижды в день 7 дней недели, то есть 21 раз.

Авторы ЕЭБЕ отмечают, наконец, половину семи в 3½ периодах времени у Даниила «времени и времён и полувремени» (Дан. 7:25, 12:7).

## Символизм
В апокрифической «Книге Юбилеев» вся история человечества и особенно история Израиля разделена на периоды, в которые 7 лет представляют одну неделю, а 7×7 таких недель, то есть юбилейная эпоха, образуют хронологическую единицу счёта (1, 29). Адам провёл в Эдеме 7 лет, согласно «Книге Юбилеев» (3, 17).
В апокрифической IV кн. Ездры 7 видов кар обрушатся на нечестивцев, 7 видений имел Ездра (7, 80).
На том месте, где сходятся небо и Земля, Енох видел 7 звёзд, которые провели в заключении 10 000 лет (Книга Еноха, XVIII, 13—15). 7 архангелов образуют Божью свиту (гл. LXX).
В апокалипсисе Варуха: 7 дней постился Варух, оплакивая падение Иерусалима, на 7-й день он имел божественное видение, после которого ему повелено было поститься ещё 7 дней.
Современная редакция молитвы «Кадиш» поделена на 7 отрывков, после каждого из которых община отвечает 7 раз словом «аминь».

### Талмуд, Мидраш
Дальнейшее символическое развитие число семь получило в Мишне и Талмуде:
- начальное благословение «Праотцы» (авот) молитвы «Амида» содержит 7 упоминаний слова «Бог»[10];
- молитва «Шемоне-Эсре» из 18-и благословений может быть сокращена до семи благословений (см. ме-эн шева);
- молитвы субботы и праздника состоят из семи благословений;
- дополнительная молитва (Мусаф) содержит 7 благословений;
- основываясь на стихе «семикратно в день прославляю Тебя за суды правды Твоей» (Пс. 118:164), гаоны постановили читать молитву «Кадиш» не менее семи раз в день[11];
- перед чтением Шма произносят 7 благословений[12] (утром перед Шма — 2 и после — 1, вечером перед Шма — 2 и после — 2);
- 7 благословений еды[13] (благословение перед омыванием рук — нетилат ядаим, благословение перед съеданием пищи с хлебом — биркат ха-моци, 3 благословения после съедания — биркат ха-мазон, благословение перед питьём вина — биркат боре при ха-гафен и благословение после — ме-эн шалош);
- молитва на еврейской свадьбе содержит 7 благословений (см. шева брахот), которую произносят 7 дней свадьбы;
- на еврейской свадьбе невеста обходит вокруг жениха 7 раз;
- траур по покойнику был установлен в 7 дней;
- 7 остановок делают евреи, выходя с кладбища;
- в седьмой день праздника Суккот алтарь 7 раз торжественно покрывался четырьмя видами плодов и растений;
- во время праздника Симхат Тора обходят вокруг бимы 7 раз;
- молитва кабалистов «Ана бе-хоах» составлена из семи строк по 6 слов на строку — 42-буквенное имя Бога;
- В субботу в синагоге поочерёдно вызывают 7 евреев для чтения свитка Торы.
- Для всего человечества установлено 7 заповедей, кроме 613 заповедей, для евреев обязательны ещё 7 побиблейских[1].
- Галаха придерживалась семи правил при интерпретации Танаха. Согласно высокому символическому значению этого числа оно прилагалось ко многим предметам повседневной жизни.
- Существуют 7 небесных сфер и столько же отделов в аду.
- 7 Божественных эпитетов[14], символизирующих 7 небесных сфер, упомянуты в четвёртой строке молитвы «Кадиш», которую читают при утешении родственников умершего.
- 7 Божественных благословений[15] упомянуты в строке в Кадише де-рабанане.
- Дурные склонности в человеке имеют 7 названий[1].
- В Талмуде постановлено взять 3 белых нити (Менахот 41 б) (потому что в семитских языках только с трёх начинается множество), а четвёртая нить — голубая, сделать двойной узел (Менахот 39 а) и сделать от минимум семи узлов (из трёх витков, всего 21 виток) до максимум тринадцати узлов (из трёх витков, всего 39 витков) (Менахот 39 а). Так, Амрам гаон на цицит сначала завязывал узел, а после делал 3 узла из голубой нити, а между ними — 4 узла из белой, всего 7 узлов. Маймонид же предпочитал повязывать на свой талит исключительно белые цицит из семи узлов на ней.

### В числовой мистике
Числовая мистика была изложена в отдельной книге «Сефер йецира», где теория чисел имеет некоторые следы философской мысли.
Особенно важное значение придаётся в книге числу три, далее — числу семь и, соответственно, числу букв в мнемоническом слове בגדכפרת‎, имеющем двоякое произношение по палестинскому диалекту, уточняют авторы ЕЭБЕ.
Различные комбинации чисел образуют тайну бытия и мирового процесса, тайну божественного Промысла, а также всех религиозных и этических принципов. Число перестаёт быть атрибутом объектов и само становится сущностью, объекты же приобретают второстепенное значение. И всегда при этом повторяются главнейшие из чисел — 3, 7 и 10:
- три — первое число, преодолевшее дуализм вещей;
- семь — символ дисгармонии, ибо оно не делится и не содержится ни в одном из всех прочих чисел первого десятка и этим от них отличается; оно «непроизводительно» и изолировано;
- десять, напротив, уничтожает дисгармонию мира и является синтезом в сфере идей; оно представляет комбинацию начала (1) с конечным единичным числом и само образует начало десятков, то есть, завершая процесс, оно возвращается к исходному пункту; оно есть символ абсолютного единства[1].

Числовую мистику развил Авраам ибн Эзра в труде «Йесод мора». Каббала переняла и дальше развила эту мистику.